# 栄町 (瀬戸市)
栄町（さかえまち）は、愛知県瀬戸市道泉連区の町名。丁番を持たない単独町名である。

## 地理
- 瀬戸市の中央部に位置する[8]。西を山脇町、北を陶本町・朝日町、東を深川町、南を末広町・蔵所町・西蔵所町と隣接している[8]。
- 瀬戸川沿いに発達した商業地域で、各種の小売店舗や陶磁器の商店が立ち並ぶ[8]。

### 河川
- 瀬戸川[8] ： 町の南端、末広町・蔵所町・西蔵所町との町境付近を西流している。

- 瀬戸川（栄町・末広町境）
- 瀬戸川（栄町・西蔵所町境）

### 学区
市立小・中学校に通う場合、学区は以下の通りとなる。また、公立高等学校普通科に通う場合の学区は以下の通りとなる。
| 番・番地等 | 小学校                 | 中学校                 | 高等学校 |
| ---------- | ---------------------- | ---------------------- | -------- |
| 全域       | 瀬戸市立にじの丘小学校 | 瀬戸市立にじの丘中学校 | 尾張学区 |

## 歴史

### 町名の由来
この地に瀬戸電が開通すると瀬戸物問屋が立ち並ぶようになり、町が発展し栄えることを願って栄町と名付けられたといわれる。

### 沿革
- 1942年（昭和17年）1月9日 - 瀬戸市大字瀬戸字一ノ坪・池田の各一部により、同市栄町として成立[2]。

## 世帯数と人口
2025年（令和7年）2月1日現在の世帯数と人口は以下の通りである。
| 町丁 | 世帯数 | 人口 |
| ---- | ------ | ---- |
| 栄町 | 16世帯 | 35人 |

### 人口の変遷
国勢調査による人口の推移
| 1995年（平成7年）  | 78人 | [ 12 ] |  |
| 2000年（平成12年） | 57人 | [ 13 ] |  |
| 2005年（平成17年） | 41人 | [ 14 ] |  |
| 2010年（平成22年） | 32人 | [ 15 ] |  |
| 2015年（平成27年） | 22人 | [ 16 ] |  |
| 2020年（令和2年）  | 28人 | [ 17 ] |  |

### 世帯数の変遷
国勢調査による世帯数の推移。
| 1995年（平成7年）  | 32世帯 | [ 12 ] |  |
| 2000年（平成12年） | 26世帯 | [ 13 ] |  |
| 2005年（平成17年） | 17世帯 | [ 14 ] |  |
| 2010年（平成22年） | 15世帯 | [ 15 ] |  |
| 2015年（平成27年） | 11世帯 | [ 16 ] |  |
| 2020年（令和2年）  | 14世帯 | [ 17 ] |  |

## 交通

### 鉄道
町内に鉄道は走っていない。最寄り駅は名鉄瀬戸線尾張瀬戸駅になる。

### バス
名鉄バス「しなの線（瀬戸北線）」
- 【1】【1H】【2】【2H】【3】【4】新瀬戸駅 - 瀬戸駅前 - 古瀬戸 - しなのバスセンター - 上品野 系統 ： 記念橋バス停（品野方面乗り場）

名鉄バス「本地ヶ原線」
- 【36】名鉄バスセンター - 引山 - 四軒家 - 本地ヶ原 - 瀬戸駅前 系統
- 【50】【51】【52】藤が丘 - 愛知医科大学病院 - 本地ヶ原 - 瀬戸駅前 系統

以上の4系統が走っているが、町内にバス停はない。最寄りのバス停は、瀬戸駅前バス停になる。
- 【10】瀬戸駅前 - 古瀬戸 - 赤津 系統 ： 記念橋バス停（赤津方面乗り場）

名鉄バス「東山線」
- 【16】【16H】【17H】新瀬戸駅 - 瀬戸駅前 - 菱野団地（循環） - 瀬戸駅前 - 新瀬戸駅 系統 ： 記念橋バス停（菱野団地方面乗り場）
- 【18】瀬戸駅前 - 菱野団地 - 愛・地球博記念公園駅 系統 ： 記念橋バス停（愛・地球博記念公園駅方面乗り場）
- 【43】【44】藤が丘 - 岩作 - 本地口 - 瀬戸駅前 系統が走っているが、町内にバス停はない。最寄りのバス停は、瀬戸駅前バス停になる。

瀬戸市コミュニティバス「上之山線」
- 瀬戸駅前 - 山口駅 - サンヒル上之山 - 八草駅 系統が走っているが、町内にバス停はない。最寄りのバス停は、瀬戸駅前バス停・西蔵所バス停になる。

- 記念橋バス停

### 道路
- 国道248号・国道363号（重複区間） ： 町の東部の記念橋から北進し、記念橋北交差点から東進している[注釈 1]。
- 愛知県道207号定光寺山脇線 ： 町の南部を東西に走り、東部の記念橋北交差点から北進している[注釈 1]。

- 国道248号・363号標識（栄町内）

## 施設
- パルティせと ： 2005年（平成17年）2月19日竣工。1･2･6階が商業施設、3〜5階が公共施設の複合施設となっている[18]。
- 瀬戸信用金庫 栄町支店 ： 金融機関コード（店舗コード）は、1554（001）。窓口は平日のみ。ATMは土日祝も営業[19]。
- 丸一国府商店 ： 木造４階建ての商店で、明治、大正、昭和、平成にかけて陶磁器を全国に販売している[20]。
- 鐘忠陶器 ： 1905年（明治38年）創業、家庭用・業務用食器の専門店。店先ギャラリーには、若手作家の芸術的な作品を展示[21]。
- 森本陶苑 ： 器ひとつで暮らしを豊かなものに演出することを務めとして営業している陶器店[22]。
- 山惣陶器 ： 創業100余年、明治時代より続く老舗陶器屋[23]。
- ぬくもりの器 わっつ ： ぬくもりのあるオリジナルの器、陶人形を卸問屋直営ならではの価格で販売している陶器店[24]。
- 和洋食器 さかえ ： 業務用、家庭用食器、白生地、ニューボンチャイナなど白い食器を揃えている陶器店[25]。
- ギャラリー太陽 ： 若手陶芸作家の発表の場としてオープンしたギャラリー[26]。
- 株式会社日本堂 ： 1954年（昭和27年）創業の、宝石・時計・メガネの店[27]。
- 株式会社勝谷商店 ： 畳専用の自社工場ももつ、畳の専門店。インテリア全般も取り扱っている[28]。
- スターゲイト ： 瀬戸川沿いに佇む古本・中古レコード、雑貨、アンティーク・駄菓子販売のお店[29]。
- 川村屋賀栄 ： 江戸時代末期創業の老舗和菓子店。瀬戸名物の酒蒸し饅頭「瀬戸川饅頭」を販売している[30]。
- 手打ち蕎麦 志庵 ： かつての老舗料理店が蕎麦専門店へとリニューアルして開業。器は全てせとものを使用[31]。
- 青の広場 ： かつてあった名古屋銀行[32]や立体駐車場を整備してつくられた広場。せともの祭りなどのイベントでは様々なブースが立ち並ぶ[33]。

- パルティせと
- 瀬戸信用金庫 栄町支店
- 丸一国府商店
- 鐘忠陶器
- 森本陶苑
- 山惣陶器
- ぬくもりの器 わっつ
- 和洋食器 さかえ
- ギャラリー太陽
- 株式会社日本堂
- 株式会社勝谷商店
- スターゲイト
- 川村屋賀栄
- 手打ち蕎麦 志庵
- 青の広場

## その他

### 日本郵便
- 郵便番号 : 489-0044[6]（集配局：瀬戸郵便局[34]）。